# Ulrich Rauscher

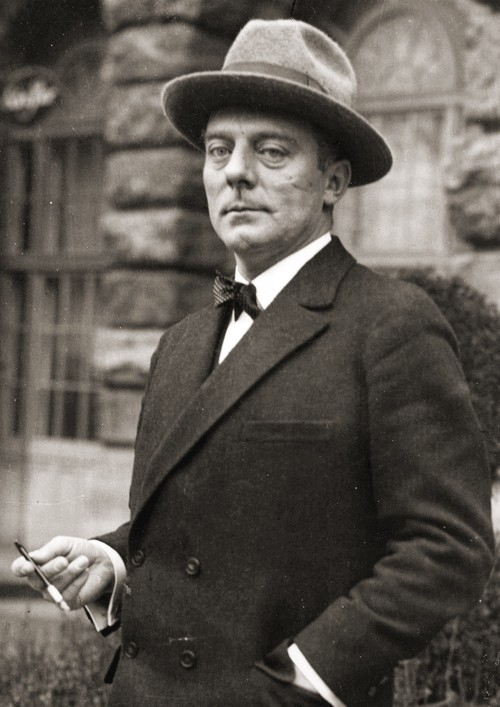
Ulrich Rauscher

Ulrich Karl Paul Rauscher (* 26. Juni 1884 in Stuttgart; † 18. Dezember 1930 in St. Blasien) war ein deutscher Journalist, Autor und Diplomat.

## Leben

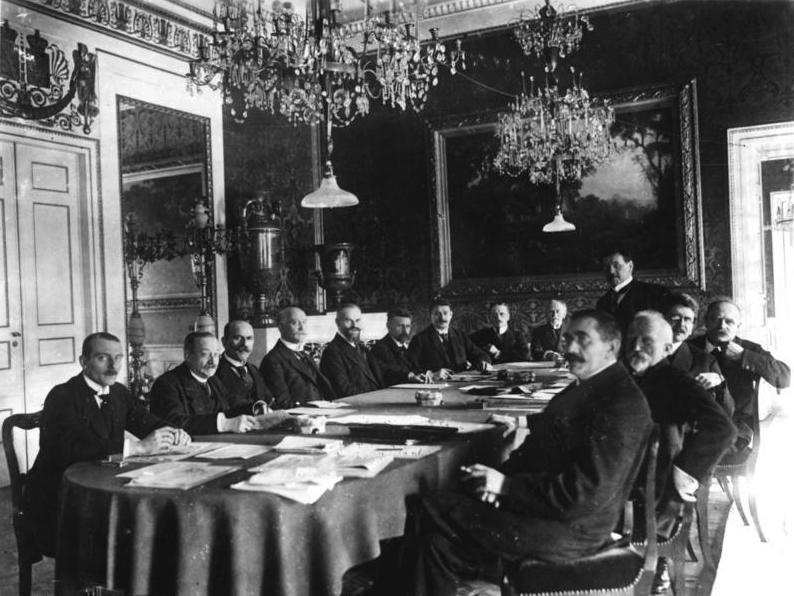
Erste Kabinettssitzung des Kabinetts Scheidemann am 13. Februar 1919 in Weimar. V.l.: Ulrich Rauscher, Pressechef der Reichsregierung, Robert Schmidt, Ernährung, Eugen Schiffer, Finanzen, Philipp Scheidemann, Reichskanzler, Otto Landsberg, Justiz, Rudolf Wissell, Wirtschaft, Gustav Bauer, Arbeit, Ulrich von Brockdorff-Rantzau, Auswärtiges, Eduard David ohne Portefeuille, Hugo Preuss, Inneres, Johannes Giesberts, Post, Johannes Bell, Kolonien, Georg Gothein, Schatz, Gustav Noske, Reichswehr

In eine wohlhabende bürgerliche Familie hineingeboren, wurde Rauscher im Alter von sieben Jahren zur Vollwaise, durch das Erbe jedoch finanziell abgesichert. Die Vormundschaft übernahm der Fabrikant Paul Stotz, der eine bedeutende Kunstgießerei in Stuttgart besaß. Die detaillierten Vormundschaftsakten befinden sich im Stadtarchiv Stuttgart.
Rauscher studierte Rechtswissenschaften und war seit dem Jahr 1906 Mitglied des Corps Suevia Heidelberg. Später war er als Korrespondent für die linksliberale Frankfurter Zeitung in Straßburg und Berlin tätig. Er war dabei einer der ersten, die über das Kino als Propagandainstrument schrieben. Außerdem schrieb er für die Schaubühne (später Die Weltbühne genannt). Er war dabei zeitweise ein enger Mitarbeiter von Siegfried Jacobsohn.
Nach dem Jahr 1914 war er im Kriegspresseamt und in der politischen Abteilung des deutschen Generalgouvernements in Belgien tätig und ein Befürworter einer Annexionspolitik in Bezug auf Belgien. Er war die treibende Kraft des so genannten Deutschen Nationalausschusses, ein nach außen hin unabhängiges Gremium, tatsächlich aber eine Propagandastelle der Regierung. In den Jahren 1917 und 1918 war er als Unteroffizier Soldat an der Westfront.
Vermutlich im Jahr 1918 trat Rauscher der SPD bei. Im November und Dezember 1918 war er persönlicher Referent von Philipp Scheidemann. Seit Anfang Januar 1919 war er Pressechef der Reichsregierung und zwischen Oktober 1919 und Juni 1920 Leiter der vereinigten Presseabteilung von Reichsregierung und Auswärtigem Amt. Gegen die Ernennung Rauschers gab es anfangs Proteste von Seiten der Arbeiter- und Soldatenräte, weil er die deutsche Besatzungspolitik in Belgien unterstützt hatte. Während des Kapp-Putsches im Jahr 1920 entwarf Rauscher den gemeinsamen Aufruf zum Generalstreik von Reichspräsident, den sozialdemokratischen Ministern und der sozialdemokratischen Reichstagsfraktion.
Theodor Heuss, der Rauscher in seinen Erinnerungen als Freund und Landsmann bezeichnete, und andere behaupteten später, dass Rauscher diesen Schritt allein getan hätte. Der Historiker Peter-Christian Witt hält es angesichts der Bedeutung des Schrittes dagegen für unwahrscheinlich, dass Rauscher dies ohne Absprache mit Reichspräsident Friedrich Ebert und Reichskanzler Gustav Bauer getan haben könnte. Heinrich August Winkler nimmt in dieser Angelegenheit eine mittlere Position ein. Für ihn ist es sicher, dass zumindest Gustav Noske und Otto Wels den Text vor der Veröffentlichung kannten und billigten. Dagegen seien Bauer, Ebert und die übrigen Minister nicht eingeweiht gewesen.
Seit 1920 war Rauscher deutscher Gesandter zunächst in Georgien und seit 1922 bis zu seinem Tod Gesandter in Polen. Er war dabei einer der wenigen Diplomaten, die nach dem Krieg aus anderen Berufen in das Auswärtige Amt kamen. Eine enge persönliche Beziehung und ähnliche Haltungen in den Auffassungen zur antipolnischen Feindschaft während der Weimarer Republik verbanden ihn mit dem Referatsleiter in der Abteilung IV des Auswärtigen Amtes Willy Noebel (1887–1965).
In seiner Amtszeit in Warschau kritisierte er die antipolnischen Vorbehalte und sprach sich für gutnachbarschaftliche Beziehungen aus. Dabei stand auch für ihn das deutsche Interesse im Vordergrund. Das Leitmotto der Polenpolitik müsse lauten: „Keine Ressentiments, sondern kühlste Interessenpolitik.“ Er war maßgeblich am Zustandekommen des Deutsch-Polnischen Liquidationsabkommen beteiligt. In seiner polnischen Zeit war Rauscher auch einer der engsten Vertrauten von Gustav Stresemann und war zeitweise dessen Verbindungsmann zu Friedrich Ebert.